# II Армейские международные игры
II Армейские международные игры — военно-спортивные игры, проходившие на территории Российской федерации и Казахстана в период с 30 июля по 13 августа 2016 г.

## Фотогалерея

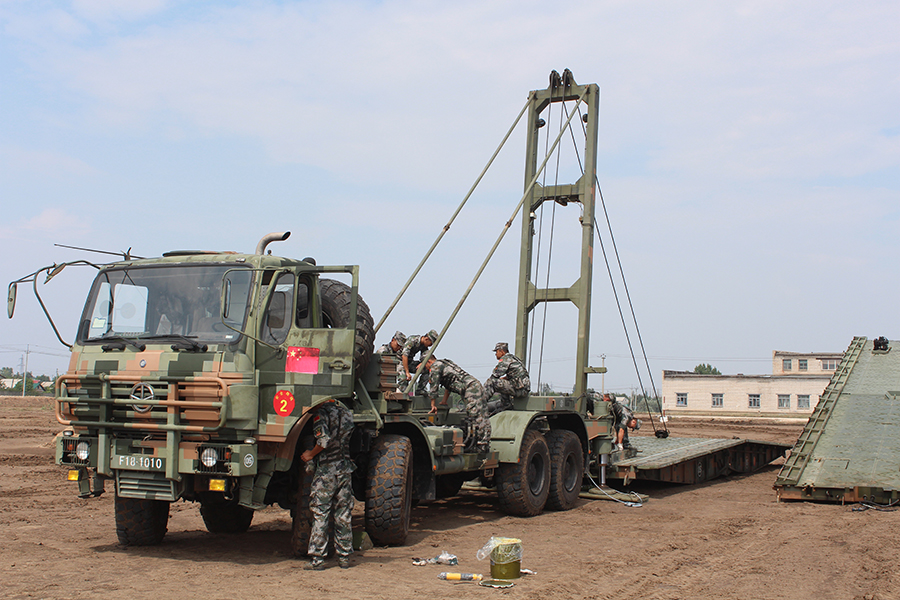
Механизированный мост GQL-111 в ходе конкурса «Инженерная формула» в г. Волжский.

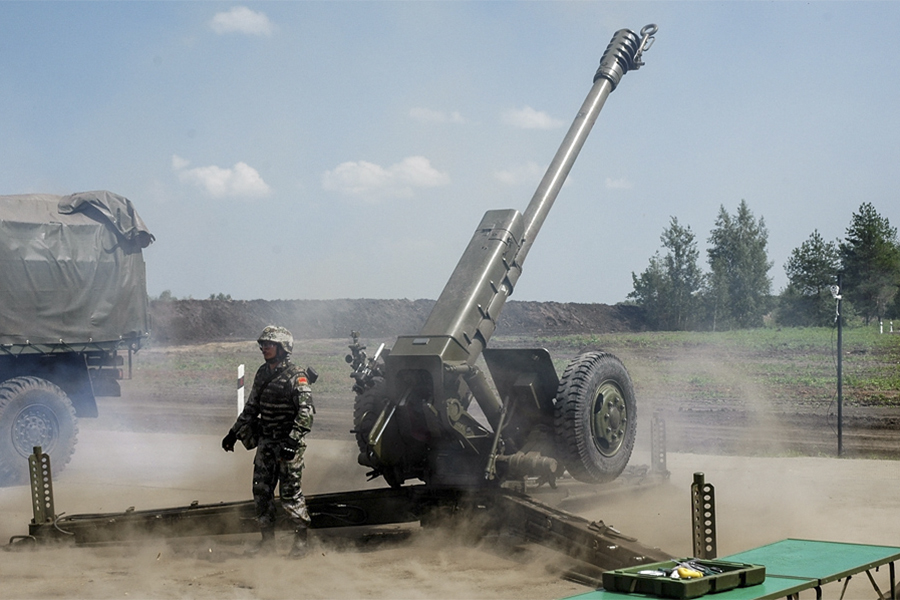
Стрельба из гаубицы Д-30 в ходе конкурса «Мастер-оружейник» на полигоне «Учебный» Пензенского артиллерийского инженерного института в г. Пенза.

## Участники

### Участники I Армейских международных игр
- Азербайджан
- Ангола
- Армения
- Беларусь
- Венесуэла
- Египет
- Индия
- Казахстан
- Кыргызстан
- Китай
- Кувейт
- Монголия
- Никарагуа
- Россия
- Сербия
- Таджикистан

### Дебют
- Греция
- Зимбабве
- Иран

### Отказ
- Пакистан

### Наблюдатели
- Австрия
- Алжир
- Германия
- Израиль
- Куба
- Мьянма
- Намибия
- Саудовская Аравия

## Конкурсы
Число конкурсов по сравнению с прошлогодними играми значительно выросло, ниже приведен полный список:
| Конкурс                           | Описание конкурса | Дата проведения      | Место проведения                                        | Количество стран | Участники конкурса | Призеры                               |
| --------------------------------- | --- | -------------------- | ------------------------------------------------------- | ---------------- | --- | ------------------------------------- |
| Танковый биатлон                  | Соревнование среди танковых экипажей; | 30 июля - 13 августа | Московская область, полигон "Алабино"                   | 17               | Азербайджан · Ангола · Армения · Беларусь · Венесуэла · Зимбабве · Индия · Иран · Казахстан · Кыргызстан · Китай · Кувейт · Монголия · Никарагуа · Россия · Сербия · Таджикистан | Россия · Китай · Казахстан            |
| Суворовский натиск                | Конкурс среди экипажей боевых машин пехоты | 30 июля - 13 августа | Московская область, полигон "Алабино"                   | 5                | Венесуэла · Иран · Казахстан · Китай · Россия | Россия · Китай · Казахстан            |
| Авиадартс                         | Конкурс для лётных экипажей Военно-воздушных сил | 1 - 12 августа       | Рязанская область, полигон "Дубровичи"                  | 4                | Беларусь · Казахстан · Китай · Россия | Россия · Беларусь · Китай             |
| Десантный взвод                   | Конкурс среди подразделений Воздушно-десантных войск (аналогичных по предназначению подразделений)                                                                   | 3 - 13 августа       | Краснодарский край, полигон "Раевский"                  | 7                | Беларусь · Венесуэла · Египет · Иран · Казахстан · Китай · Россия | Россия · Казахстан · Китай            |
| Кубок моря                        | Конкурс среди экипажей надводных кораблей в Чёрном и Каспийском морях                                                                                                | 1 - 11 августа       | Махачкала                                               | 3                | Азербайджан · Казахстан · Россия | Россия · Азербайджан · Казахстан      |
| Мастера артиллерийского огня      | Конкурс артиллерийских расчетов | 1 - 11 августа       | Жамбылская область, полигон "Гвардейский"               | 5                | Венесуэла · Казахстан · Кыргызстан · Китай · Россия | Казахстан · Россия · Китай            |
| Чистое небо                       | Конкурс между расчётами зенитно-артиллерийских и зенитно-ракетных подразделений                                                                                      | 1 - 11 августа       | Краснодарский край, полигон "Ейский"                    | 8                | Ангола · Беларусь · Венесуэла · Египет · Казахстан · Китай · Россия · Сербия | Россия · Китай · Беларусь             |
| Отличники войсковой разведки      | Соревнование разведывательных отделений | 31 июля - 6 августа  | Новосибирская область, полигон "Кольцово"               | 5                | Армения · Зимбабве · Казахстан · Китай · Россия | Россия · Китай · Казахстан            |
| Открытая вода                     | Конкурс среди понтонно-переправочных подразделений | 1 - 6 августа        | Владимирская область, Муром                             | 3                | Китай · Россия · Сербия | Россия · Китай · Сербия               |
| Безопасный маршрут                | Конкурс среди инженерных подразделений | 1 - 11 августа       | Волгоградская область, Волжский                         | 4                | Беларусь · Казахстан · Китай · Россия | Россия · Китай · Беларусь             |
| Безопасная среда                  | Конкурс среди экипажей радиационной, химической и биологической разведки войск радиационной, химической и биологической защиты                                       | 30 июля - 13 августа | Ярославская область, полигон "Песочное"                 | 4                | Египет · Казахстан · Китай · Россия | Россия · Китай · Казахстан            |
| Мастера автобронетанковой техники | Конкурс среди экипажей автотехнического обеспечения | 1 - 10 августа       | Воронежская область, Острогожск                         | 5                | Венесуэла · Египет · Казахстан · Китай · Россия | Россия · Китай · Казахстан            |
| Снайперский рубеж                 | Соревнование между снайперскими парами | 1 - 11 августа       | Жамбылская область, полигон "Гвардейский"               | 12               | Армения · Беларусь · Венесуэла · Греция · Зимбабве · Индия · Иран · Казахстан · Кыргызстан · Китай · Монголия · Россия                                                           | Казахстан · Россия · Беларусь         |
| Эльбрусское кольцо                | Конкурс между военнослужащими горных подразделений | 1 - 11 августа       | Кабардино-Балкарская Республика, Терскол                | 4                | Иран · Казахстан · Китай · Россия | Россия · Китай · Казахстан            |
| Морской десант                    | Соревнование подразделений морской пехоты | 1 - 12 августа       | Калининградская область, полигон "Хмелевка"             | 5                | Венесуэла · Иран · Казахстан · Китай · Россия | Россия · Китай · Казахстан            |
| Ключи от неба                     | Соревнование между расчётами зенитно-ракетных войск | 30 июля - 7 августа  | Астраханская область, полигон "Ашулук"                  | 4                | Беларусь · Казахстан · Китай · Россия | Россия · Беларусь · Китай             |
| Инженерная формула                | Конкурс среди экипажей инженерных машин | 1 - 10 августа       | Волгоградская область, Волжский                         | 3                | Казахстан · Китай · Россия | Россия · Китай · Казахстан            |
| Верный друг                       | Конкурс среди специалистов служебного собаководства | 1 - 10 августа       | Московская область, племенной питомник "Красная Звезда" | 4                | Беларусь · Казахстан · Китай · Россия | Китай · Казахстан · Россия · Беларусь |
| Мастер-оружейник                  | Конкурс среди специалистов по ремонту ракетно-артиллерийского вооружения                                                                                             | 1 - 9 августа        | Пенза                                                   | 3                | Казахстан · Китай · Россия | Россия · Китай · Казахстан            |
| Рембат                            | Конкурс среди экипажей танкотехнического обеспечения | 1 - 10 августа       | Омск                                                    | 3                | Казахстан · Китай · Россия | Россия · Китай · Казахстан            |
| Глубина                           | Конкурс среди расчетов водолазов | 1 - 11 августа       | Севастополь                                             | 3                | Венесуэла · Иран · Россия | Россия · Иран · Венесуэла             |
| Военно-медицинская эстафета       | Конкурс для военнослужащих на воинских должностях среднего медицинского персонала и младших медицинских специалистов войскового (флотского) звена медицинской службы | 1 - 13 августа       | Санкт-Петербург                                         | 4                | Зимбабве · Казахстан · Китай · Россия | Россия · Китай · Казахстан            |
| Полевая кухня                     | Конкурс между специалистами продовольственной службы | 1 - 13 августа       | Московская область, полигон "Алабино"                   | 6                | Ангола · Египет · Казахстан · Китай · Монголия · Россия | Россия · Китай · Казахстан            |

Примечание 1. Курсивом выделены конкурсы, представленные на Армейских международных играх впервые. 

Примечание 2. Полужирным выделена страна, принимающая конкурс Армейских международных игр. 

Примечание 3. Полужирным курсивом выделена страна, участвующая в Армейских международных играх впервые.

## Страны участницы

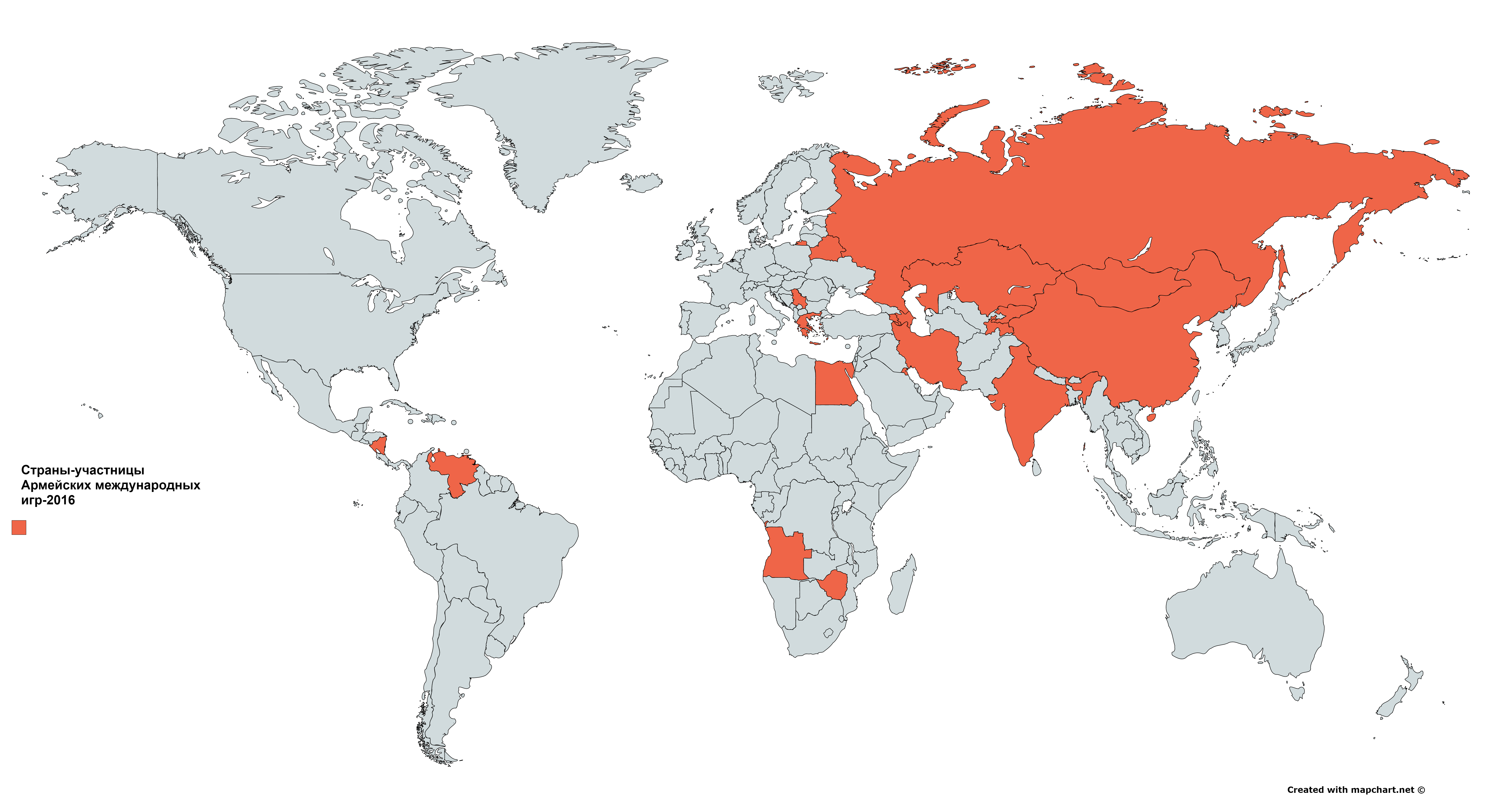
Страны-участницы Армейских международных игр-2016

В играх принимали участие команды из 19 государств: Россия, Казахстан, Китай, Венесуэла, Ангола, Беларусь, Египет, Иран, Азербайджан, Зимбабве, Армения, Монголия, Индия, Сербия, Кувейт, Киргизия, Никарагуа, Таджикистан, Греция.

## Медальный зачет и рейтинг команд
Военные сразились в 23 конкурсах, из них военнослужащие России завоевали 20 золотых медалей, Казахстана — 2 и Китая — 1. В дисциплине «Танковый биатлон» первое место заняла команда из России, второе место — у Китая, бронза досталась Казахстану.
| Общее количество медалей | Общее количество медалей | Общее количество медалей | Общее количество медалей | Общее количество медалей | Общее количество медалей | Общее количество медалей |
| Место                    | Страна                   | Количество конкурсов     | Золото                   | Серебро                  | Бронза                   | Всего                    |
| ------------------------ | ------------------------ | ------------------------ | ------------------------ | ------------------------ | ------------------------ | ------------------------ |
| 1                        | Россия                   | 23                       | 20                       | 3                        | 0                        | 23                       |
| 2                        | Казахстан                | 21                       | 2                        | 4                        | 11                       | 17                       |
| 3                        | Китай                    | 21                       | 1                        | 15                       | 4                        | 20                       |
| 4                        | Беларусь                 | 8                        | 0                        | 2                        | 4                        | 6                        |
| 5                        | Иран                     | 7                        | 0                        | 1                        | 0                        | 1                        |
| 6                        | Азербайджан              | 2                        | 0                        | 1                        | 0                        | 1                        |
| 7                        | Венесуэла                | 9                        | 0                        | 0                        | 1                        | 1                        |
| 8                        | Сербия                   | 4                        | 0                        | 0                        | 1                        | 1                        |

| Место | Страна      | Количество конкурсов | Занятые места на конкурсах |
| ----- | ----------- | -------------------- | -------------------------- |
| 9     | Египет      | 5                    | 4/ 6/ 7/ -/ -/             |
| 10    | Зимбабве    | 4                    | 4/ 5/ 17/ -/               |
| 11    | Ангола      | 4                    | 5/ 11/ -/ -/               |
| 12    | Монголия    | 3                    | 4/ 5/ 8/                   |
| 13    | Армения     | 2                    | 4/ 9/                      |
| 14    | Кыргызстан  | 2                    | 5/ 10/                     |
| 15    | Индия       | 2                    | 6/ -/                      |
| 16    | Кувейт      | 1                    | 13                         |
| 17    | Таджикистан | 1                    | 14                         |
| 18    | Никарагуа   | 1                    | 16                         |
| 19    | Греция      | 1                    | -                          |